# Neocinnamomum fargesii
Neocinnamomum fargesii är en lagerväxtart som först beskrevs av Paul Lecomte, och fick sitt nu gällande namn av André Joseph Guillaume Henri Kostermans. Neocinnamomum fargesii ingår i släktet Neocinnamomum och familjen lagerväxter. Inga underarter finns listade i Catalogue of Life.